# مارانغوابي
مارانغوابي هي بلدية في البرازيل، تتبع سيارا، بلغ عدد سكانها 113٬561  نسمة، في 2010، تبلغ مساحتها 590٫824 كيلومتر مربع.